# El edificio de los sueños
El edificio de los sueños es un proyecto arquitectónico de la década de 1940, ubicado en la Plaza Cervantina en el centro histórico de Ciudad Juárez, Chihuahua, dedicado a la cultura y el arte.

## Historia
El inmueble data de la década de 1940, sin embargo, ha sido abandonado y rescatado en varias ocasiones. En la década de 1980, durante la administración del presidente municipal José Reyes Estada, se inició el proyecto para construir la Plaza Cervantina, lugar en el que se daban cita personas artistas y espectadoras. Incluso el festival Siglo de Oro se presentó en ese espacio, pero para 1984 la plaza fue abandonada.
En 1993 el gobierno local invirtió en la remodelación de la Plaza Cervantina pero, a pesar de que se realizaron algunos eventos, nuevamente fue abandonada. Posteriormente, en 2012 un colectivo intentó el rescate de la plaza, sin embargo, fue abandonado de nueva cuenta.
En 2018, el Instituto para la Ciudad y los Derechos Humanos A.C. (Icidhac) adquirió el inmueble y comenzó con el proyecto de reconstrucción colectiva que concentró a personas dedicadas a la arquitectura, urbanismo, sociología, arte y activismo. Se pretendió devolver a las personas el espacio y establecer un punto de convergencia para quienes comparten la visión de reconstruir la ciudad y le llamaron el Edificio de los sueños.

### Mural de la fachada
El mural que se encuentra en la fachada fue pintado en 2018, en él se lee: "Mi domicilio exacto son los sueños", en honor al poema Híkuri de José Vicente Anaya, con motivo de un homenaje que le realizaron en ese espacio. El espacio se utiliza para eventos culturales en los que personas artesanas y artistas se congregan.

## Actividades
Se le denomina como centro cultural de economía solidaria, al servicio de la comunidad, puesto que el espacio se presta a colectivos y artistas que lo soliciten, también se hacen reuniones, exposiciones de arte y bazares.